# Рокиты
Рокиты (укр. Рокити, до 2016 г. — Жовтневое) — село,
Жовтневый сельский совет,
Семёновский район,
Полтавская область,
Украина.
Код КОАТУУ — 5324582001. Население по переписи 2001 года составляло 400 человек.
Является административным центром Жовтневого сельского совета, в который, кроме того, входят сёла
Калиновка,
Новая Петровка и
Осокоры.

## Географическое положение
Село Рокиты примыкает к селу Осокоры,
на расстоянии в 2 км расположены сёла Новая Петровка и Калиновка.

## История
Есть на карте 1812 года

## Экономика
- АФ «Жовтень», ЧП.

## Объекты социальной сферы
- Школа I—II ст.
- Дом культуры.